# Kalambo-Wasserfall
Der Kalambo-Wasserfall (englisch Kalambo Falls) gehört mit 221 Metern (nach anderen Quellen 235 oder 225 Metern) zu den höchsten Wasserfällen Afrikas. Der Wasserfall liegt an der Grenze zwischen Sambia und Tansania.

## Geografie
Der Wasserfall liegt am Unterlauf des Kalambo, unweit vom südöstlichen Ende des Tanganjikasees, etwa 8 km vor der Flussmündung. Er ist der zweithöchste ununterbrochene Wasserfall in Afrika. Etwa 20 km oberhalb liegen noch die Sanzyefälle am gleichen Fluss.
Der Wasserfall ist auch bekannt für ihre Marabu-Kolonien.

## Vorgeschichte
Oberhalb des Wasserfalls existiert eine als Kalambo Falls Prehistoric Site bekannte archäologische Fundstätte. John Desmond Clark war der erste, der 1953 im Bereich eines kleinen Seebeckens das archäologische Potenzial des Gebiets erkannte und schließlich mit Ausgrabungen begann. Zum Vorschein kamen Spuren menschlicher Aktivitäten, die fast 500.000 Jahre umfassen.

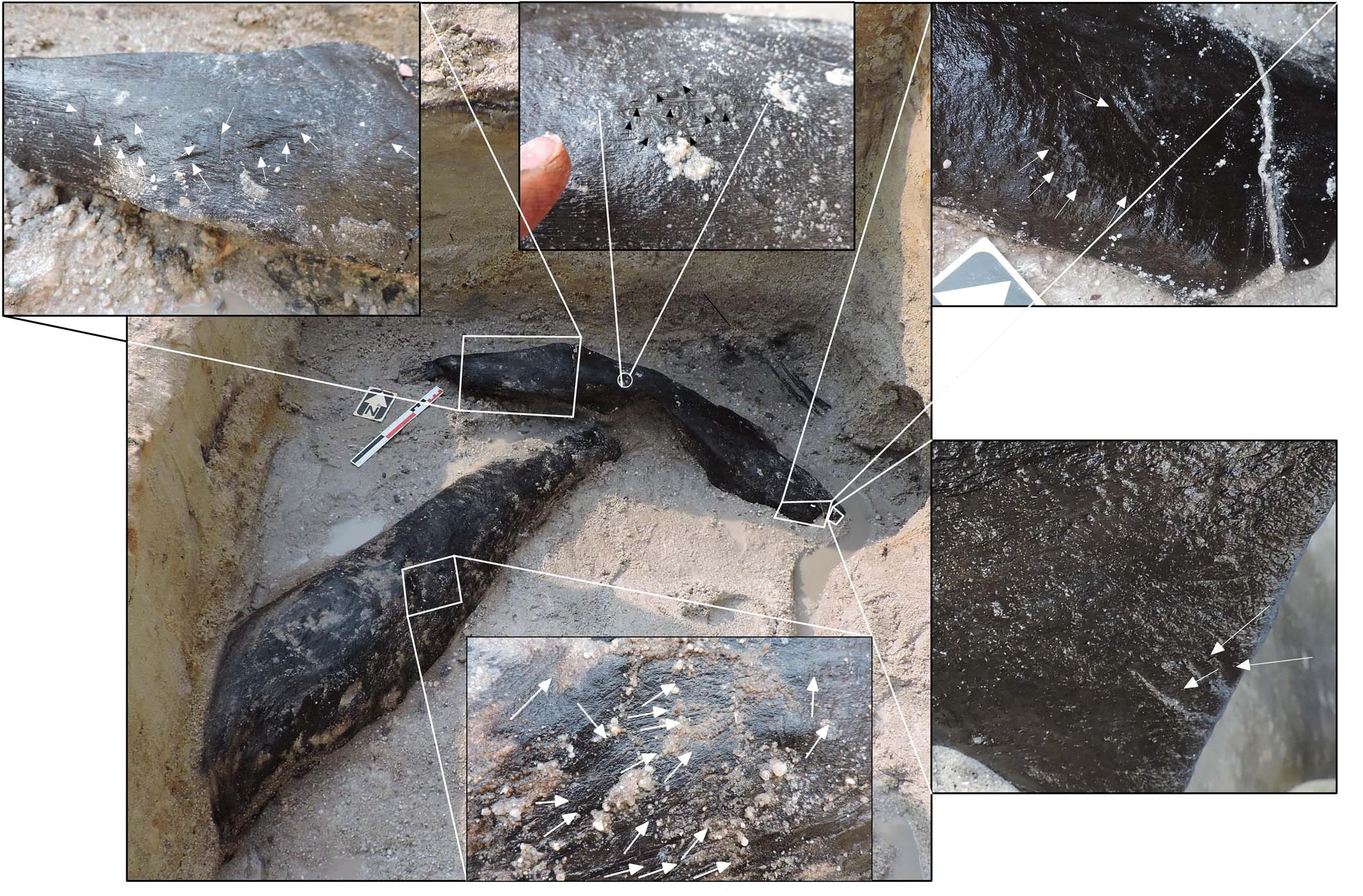
Fundstücke von 2023

Ein besonderer Fund wurde 2023 in einer Fachzeitschrift beschrieben: Archäologen hatten 2019 eine T-förmige Verbindung zweier Holzbalken entdeckt, für die mit Hilfe der Thermolumineszenzdatierung ein Alter von 476.000 ± 23.000 Jahren bestimmt wurde. Den Analysen der Forscher zufolge war an der Unterseite des oberen Balkens eine U-förmige, rund elf Zentimeter breite Aushöhlung eingekerbt worden, der darunterliegende Balken war ebenfalls bearbeitet worden, sodass er in diese Aushöhlung passte. „Auf der Oberfläche der Auskerbung sind Spuren des Hackens und Schabens zu erkennen“, berichteten die Archäologen. Mittels Infrarotspektroskopie wurde zudem belegt, dass beim Aushöhlen auch Feuer eingesetzt wurde. Sollte die Interpretation des Fundes korrekt sein, wäre dies die bisher älteste Holzkonstruktion der Welt.
Man fand ferner Steinwerkzeuge des späten Acheuléen, Feuerstellen und gut erhaltene organische Objekte. Die Werkzeuge aus der Kalambo-Schlucht wurden auf rund 300.000 Jahre vor heute datiert. Außerdem fand man Hinweise auf den Verzehr von Früchten, und die Feuerstellen beweisen, dass die Menschen der Gegend um den Kalambo-Wasserfall das Feuer vor 60.000 Jahren systematisch nutzten.
Die Techniken des Acheuléen wurden in der Region durch die Sangoan-Kultur und schließlich durch die Lupemban-Kultur abgelöst, welche Ähnlichkeiten mit Fundorten im Kongo zeigt. Vor 10.000 Jahren siedelten Menschen der Magosian-Kultur bei den Wasserfällen, die wiederum der Wilton-Kultur wich. Schließlich, um das vierte Jahrhundert n. Chr., begann ein technologisch fortgeschritteneres Bantuvolk das Gebiet zu besiedeln und landwirtschaftlich zu bestellen.

## Schutzstatus
Die archäologische Fundstätte Kalambo Falls (1997) und der Wasserfall selbst (2009) wurden  in die UNESCO-Liste der Weltkulturerben aufgenommen.

## Anreise
Auf tansanischer Seite erfolgt die Anreise über Sumbawanga; von dort sind es etwa 125 Kilometer. Der Weg ist von dort ausgeschildert. Man nimmt die kaum befahrene Asphaltstraße Richtung Kasanga. Die letzten 17 Kilometer führen über eine gute Piste direkt zu den Fällen, die inzwischen mit Treppen gut erschlossen sind und von oben und unten zu besichtigen sind. Am Zugangstor ist für Ausländer eine Gebühr in Höhe  von 23000 Tsh / 10 US-Dollar pro Person fällig. Zusätzlich fallen 23000 Tsh / 10 US-Dollar für den obligatorischen Guide an. Mit eigenem Zelt ist es möglich, an den Fällen zu zelten (5000 Tsh pro Person)  – Verpflegungsmöglichkeiten gibt es noch nicht (Stand 3. November 2021).
Von Sambia aus muss man über 35 sehr beschwerliche Kilometer durch den Busch anreisen. Eine Straße ist praktisch nicht vorhanden. Am besten startet man die Expedition von der Kleinstadt Kabala aus. Der Wasserfall ist aber auch von Mpulungu aus auf dem Wasserweg zu erreichen, allerdings sind hier die letzten acht Kilometer zu Fuß zu gehen. Für die Besichtigung des Wasserfalls ist eine kleine Gebühr zu entrichten.

## Belege
1. ↑  Kalambo-Wasserfall bei World Waterfall Database
2. ↑  WWF - River Stories, Nr. 23, 30. Juni 2022, abgerufen am 29. März 2025
3. ↑  Lawrence Barham et al.: Evidence for the earliest structural use of wood at least 476,000 years ago. In: Nature. Band 622, 2023, S. 107–111, doi:10.1038/s41586-023-06557-9.
These ancient whittled logs could be the earliest known wooden structure. Auf: nature.com vom 20. September 2023.
4. ↑  Archäologen entdecken die älteste Holzkonstruktion der Welt. Auf: wissenschaft.de vom 20. September 2023.
5. ↑  WWF - River Stories, Nr. 23, 30. Juni 2022, abgerufen am 29. März 2025